# Sangh Parivar
Le Sangh Parivar est une « famille » (de parivar, « famille » en hindi) d'organisations, dont certains partis politiques, qui préconisent l'idéologie de l'Hindutva, un mouvement nationaliste indien qui utilise fortement les symboles de l'hindouisme en les mêlant à l'idéologie d'origine occidentale du nationalisme. Son origine est liée à la lutte pour l'indépendance de l'Inde de la fin du XIXe siècle, contre l'Empire britannique et contre l'islamisme. Les organisations du Sangh sont classées sur l'extrême droite de l'échiquier politique.
Les plus importantes organisations de la Sangh sont :
- Bajrang Dal (BD)
- Bharatiya Janata Party (BJP)
- Rashtriya Swayamsevak Sangh (RSS)
- Shiv Sena
- Vishwa Hindu Parishad (VHP)